# Pavel Sof'in
Pavel Aslanbekovič Sof'in (in russo Павел Асланбекович Софьин?; Mosca, 4 settembre 1981) è un ex pesista russo.

## Biografia
In carriera ha vinto tre titoli nazionali nel getto del peso: uno all'aperto nel 2006 e 2 al coperto nel 2008 e nel 2009.
Nel 2005 è stato ottavo agli europei indoor a Madrid con 19,51.
L'anno successivo, ai mondiali indoor di Mosca, si è classificato quarto stabilendo anche il suo primato personale a 20,68 metri.
Sempre nel 2006 dopo aver vinto i campionati nazionali con un lancio a 20,59 e la Coppa Europa sempre con la stessa misura, ai campionati europei di atletica leggera a Göteborg si è classificato quinto con la misura di 20,55.
Nel 2007 ai mondiali di Osaka ha raggiunto il decimo posto lanciando a 19,62.
Nel 2008, dopo aver vinto i campionati nazionali russi al coperto con 20,11 m, alle Olimpiadi di Pechino è stato finalista arrivando all'ottavo posto lanciando il suo peso a 20,42 metri.
Il 13 febbraio 2009 ha vinto i campionati nazionali indoor con la misura di 19,79.
Il 15 agosto dello stesso anno, ai campionati mondiali di Berlino, dopo la qualificazione per la finale con 20,16 ottenuta con un insolito lancio supplementare nelle qualifiche del mattino, ha raggiunto la decima posizione lanciando a 19,89.
Poco dopo, alla IAAF World Athletics Final, si è classificato 3º con 20,82 suo nuovo primato personale.
Nel 2012, dopo 15 anni di carriera decide di ritirarsi dall'attività agonistica.

## Progressione

### Getto del peso outdoor
| Stagione | Risultato | Luogo     | Data      | Rank. Mond. |
| -------- | --------- | --------- | --------- | ----------- |
| 2011     | 19,65 m   | Mosca     | 12-5-2011 | 61º         |
| 2010     | 20,06 m   | Mosca     | 6-6-2010  | 35º         |
| 2009     | 20,82 m   | Salonicco | 12-9-2009 | 13º         |
| 2008     | 20,63 m   | Soči      | 28-5-2008 | 21º         |
| 2007     | 20,38 m   | Žukovskij | 9-6-2007  | 22º         |
| 2006     | 20,59 m   | Malaga    | 28-6-2006 | 21º         |
| 2005     | 20,05 m   | Tula      | 10-7-2005 | 46º         |
| 2004     | 19,89 m   | Tula      | 24-7-2004 | 55º         |
| 2003     | 20,33 m   | Bydgoszcz | 20-7-2003 | 29º         |
| 2002     | 19,63 m   | Mosca     | 20-7-2002 | 58º         |
| 2001     | 18,44 m   | Mosca     | 17-5-2001 | 139º        |
| 2000     | 18,42 m   | Krasnodar | 15-9-2000 | 156º        |
| 1999     | 17,12 m   | Riga      | 6-8-1999  | 310º        |

### Getto del peso indoor
| Stagione | Risultato | Luogo          | Data      | Rank. Mond. |
| -------- | --------- | -------------- | --------- | ----------- |
| 2012     | 18,44 m   | Mosca          | 11-2-2012 | 124º        |
| 2011     | 19,25 m   | Mosca          | 18-2-2011 | 52º         |
| 2010     | 19,55 m   | Novočeboksarsk | 15-1-2010 | 19º         |
| 2009     | 20,27 m   | Liévin         | 10-2-2009 | 10º         |
| 2008     | 20,11 m   | Mosca          | 8-2-2008  | 18º         |
| 2007     | 19,72 m   | Volgograd      | 21-1-2007 | 27º         |
| 2006     | 20,68 m   | Mosca          | 10-3-2006 | 10º         |
| 2005     | 19,85 m   | Madrid         | 4-3-2005  | 22º         |
| 2004     | 19,21 m   | Mosca          | 1-2-2004  | 43º         |
| 2003     | 19,30 m   | Mosca          | 23-2-2003 | 42º         |
| 2002     | 17,93 m   | Mosca          | 26-1-2002 | 113º        |
| 2000     | 16,36 m   | Mosca          | 6-1-2000  | 213º        |
| 1999     | 15,73 m   | Mosca          | 6-1-1999  | 205º        |

## Palmarès
| Anno | Manifestazione    | Sede              | Evento         | Classifica | Risultato | Note  |
| ---- | ----------------- | ----------------- | -------------- | ---------- | --------- | ----- |
| 1999 | Europei juniores  | Riga              | Getto del peso | 6º         | 17,12 m   |       |
| 2000 | Mondiali juniores | Santiago del Cile | Getto del peso | 7º         | 18,26 m   |       |
| 2003 | Europei under 23  | Bydgoszcz         | Getto del peso | Argento    | 20,33 m   |       |
| 2003 | Mondiali          | Parigi            | Getto del peso | 27º        | 18,66 m   |       |
| 2004 | Mondiali indoor   | Budapest          | Getto del peso | 18º        | 19,02 m   |       |
| 2004 | Olimpiadi         | Atene             | Getto del peso | 31º        | 19,02 m   |       |
| 2005 | Europei indoor    | Madrid            | Getto del peso | 8º         | 19,51 m   |       |
| 2006 | Mondiali indoor   | Mosca             | Getto del peso | Bronzo     | 20,68 m   | [ 6 ] |
| 2006 | Europei           | Göteborg          | Getto del peso | 4º         | 20,55 m   | [ 7 ] |
| 2007 | Mondiali          | Osaka             | Getto del peso | 9º         | 19,62 m   | [ 8 ] |
| 2008 | Mondiali indoor   | Valencia          | Getto del peso | 9º         | 19,95 m   | [ 8 ] |
| 2008 | Olimpiadi         | Pechino           | Getto del peso | 6º         | 20,42 m   | [ 9 ] |
| 2009 | Europei indoor    | Torino            | Getto del peso | 16º        | 18,79 m   |       |
| 2009 | Mondiali          | Berlino           | Getto del peso | 8º         | 19,89 m   | [ 8 ] |

## Campionati nazionali
- 1 titolo russo assoluto nel getto del peso (2006)
- 2 titoli russi assoluti indoor nel getto del peso (2008/2009)

2000
- 5º ai campionati nazionali russi, getto del peso - 18,37 m

2002
- 7º ai campionati nazionali russi indoor, getto del peso - 17,66 m
- Bronzo ai campionati nazionali russi, getto del peso - 18,73 m

2003
- 4º ai campionati nazionali russi indoor, getto del peso - 18,90 m
- Argento ai campionati nazionali russi, getto del peso - 19,32 m

2004
- 4º ai campionati nazionali russi indoor, getto del peso - 19,07 m
- Bronzo ai campionati nazionali russi, getto del peso - 19,89 m

2005
- Bronzo ai campionati nazionali russi indoor, getto del peso - 19,46 m
- Argento ai campionati nazionali russi, getto del peso - 20,05 m

2006
- Argento ai campionati nazionali russi indoor, getto del peso - 20,17 m
- Oro ai campionati nazionali russi, getto del peso - 20,58 m

2007
- Argento ai campionati nazionali russi, getto del peso - 20,10 m

2008
- Oro ai campionati nazionali russi indoor, getto del peso - 20,11 m
- Argento ai campionati nazionali russi, getto del peso - 20,45 m

2009
- Oro ai campionati nazionali russi indoor, getto del peso - 19,79 m
- Argento ai campionati nazionali russi, getto del peso - 20,59 m

2010
- Argento ai campionati nazionali russi, getto del peso - 19,24 m

2011
- 6º ai campionati nazionali russi indoor, getto del peso - 19,25 m
- 7º ai campionati nazionali russi, getto del peso - 19,15 m

2012
- 11º ai campionati nazionali russi indoor, getto del peso - 18,22 m

## Altre competizioni internazionali
2003
- 5º al II International Meeting Thessaloníki ( Salonicco), getto del peso - 19,18 m

2004
- Bronzo al Znamensky Memorial ( Kazan'), getto del peso - 19,82 m

2005
- 4º al Meeting di Atene indoor ( Atene), getto del peso - 19,18 m
- 5º alla Coppa Europa invernale di lanci ( Mersin), getto del peso - 19,42 m
- 6º in Coppa Europa ( Firenze), getto del peso - 19,77 m

2006
- Bronzo alla Coppa Europa invernale di lanci ( Tel-Aviv), getto del peso - 20,19 m[10]
- Oro in Coppa Europa ( Malaga), getto del peso - 20,59 m
- Bronzo al Norwich Union Int. Match (---) ( Birmingham), getto del peso - 20,19 m
- Bronzo alla Coppa del mondo di atletica leggera ( Atene), getto del peso - 20,45 m
- 6º al Golden Grand Prix Shanghai ( Shanghai), getto del peso - 20,18 m

2007
- 5º in Coppa Europa ( Monaco di Baviera), getto del peso - 19,70 m
- 4º alla IAAF World Athletics Final ( Zagabria), getto del peso - 19,76 m

2008
- 5º in Coppa Europa ( Annecy), getto del peso - 20,14 m
- Argento al 26º Meeting de Atletismo Madrid ( Madrid), getto del peso - 20,15 m
- 9º al Meeting di Zagabria ( Zagabria), getto del peso - 18,98 m

2009
- Oro al Meeting di Pas-de-Calais indoor ( Liévin), getto del peso - 20,27 m
- Bronzo al XI European Athletics Festival ( Bydgoszcz), getto del peso - 20,18 m
- Argento al Moscow Open ( Mosca), getto del peso - 20,80 m
- Oro al XXIII Meeting di Padova ( Padova), getto del peso - 19,54 m
- 5º al DN Galan ( Stoccolma), getto del peso - 19,94 m
- Bronzo al DécaNation ( Parigi), getto del peso - 20,29 m
- Bronzo alla IAAF World Athletics Final ( Tessalonica), getto del peso - 20,82 m

2010
- 4º al Meeting indoor di Valencia ( Valencia), getto del peso - 19,48 m
- 5º al 17º Memorial Josef Odlozil ( Praga), getto del peso - 19,70 m
- Campionati europei a squadre di atletica leggera ( Bergen)
- 6º ai Campionati europei a squadre di atletica leggera ( Bergen), getto del peso - 19,55 m

2011
- 4º al Meeting Iberoamericano de Atletismo ( Huelva), getto del peso - 18,66 m
- Bronzo al Meeting Askina 2011 ( Kassel), getto del peso - 19,57 m
- 5º al Russian Challenge ( Mosca), getto del peso - 19,64 m
- 4º al Weltklasse in Biberach ( Biberach an der Riß), getto del peso - 19,60 m
- Bronzo al BigBank Tallinn 2011 ( Tallinn), getto del peso - 19,03 m